# Banika
Pour les articles homonymes, voir Baneka.
Banika ou Baneka est un village de la Région du Littoral au Cameroun, situé dans la commune de Loum, sur le site Communes et villes unies du Cameroun (CVUC).

## Population et développement
En 1968, la population de Banika était de 190 habitants, essentiellement des Babong. Elle était de 15 lors du recensement de 2005.